# Doris Burke
Doris Burke Sable) és una periodista, comentarista esportiva de ràdio i televisió nord-americana nascuda el 1965 a West Islip, Nova York. Treballa de comentarista de la NBA a ESPN, de la NBA a ABC, del College Basketball a ESPN i del College Basketball als jocs ABC. Va treballar com a analista de la WNBA a MSG i ha treballat a New York Knicks. Burke va ser la primera dona comentarista dels New York Knicks a la ràdio i a la televisió.
Burke va jugar a bàsquet universitari per als Providence Friars i va ser la líder de l'escola en assistències. Destacava pel seu treball pioner i va ser seleccionada a entrar al Saló de la Fama del Bàsquet com a guanyadora del Curt Gowdy Media Award 2018.
El 2023, ESPN va nomenar Burke com a comentarista número 1 de l'NBA. Burke es va convertir en la primera dona que va treballar com a comentarista d'esports a la televisió per a una final de campionat (les Finals de l'NBA de 2024) que és una de les quatre principals lligues esportives masculines professionals nord-americanes.

## Primers anys de vida
Doris Burke va néixer a West Islip, Nova York. A l'edat de set anys es va traslladar a Manasquan, Nova Jersey, on es va criar. És la més petita de vuit germans. Va començar a jugar a bàsquet a segon de primària. Els seus ídols de bàsquet eren Kyle Macy, Kelly Tripucka i Tom Heinsohn.
Burke va jugar com a base al Manasquan High School i la van fixar diverses universitats orientals.

## Carrera

### Col·legi
Burke va estudiar al Providence College de Providence, Rhode Island. Va jugar com a base a l'equip Providence Friars women's basketball durant quatre anys i va acabar la seva carrera amb una mitjana de 17,6 punts i 7,2 assistències per partit.
Durant el seu primer any, Burke va dirigir la Big East Conference en assistències. El 1986 i el 1987 va ser convocada dues vegades pels equips All-Big East i Big East All-Tournament. Burke va ser la co-atleta sènior femenina de l'any 1987 de la universitat. També va ser convocada All-American el 1987.
Burke va deixar Providence com a líder de tots els temps en assistències amb 602, a partir de 2012 encara era segona en aquesta categoria. El 1999 va ser incorporada al Saló de la Fama del Providence College com la cinquena dona més honorada.
A Providence, Burke va realitzar una llicenciatura en administració de serveis sanitaris i treball social i més tard va obtenir un màster en education

### Carrera de radiodifusió
Burke va començar la seva carrera de radiodifusió el 1990 com a comentarista d'esports femenins amb la seva alma mater a la ràdio. Aquest mateix any, Burke va començar a treballar com a tal als jocs de Big East Women a la televisió, i el 1996 a Big East men's.
Des de 1991 Burke ha estat treballant en diversos càrrecs a la ESPN. Ha format part de la cobertura d'ESPN de la WNBA. Durant molts anys, Burke va ser la veu principal de ràdio i televisió del New York Liberty. El 2003, va ser cridada per a la cobertura de bàsquet universitari masculí d'ESPN treballant amb Dick Vitale i va començar a treballar al marge d' ESPN i ABC a la cobertura de l'NBA a partir de la temporada 2003-04 de l'NBA.
L'any 2000, Burke es va convertir en la primera dona comentarista d'un partit dels New York Knicks a la ràdio i la televisió; també és la primera dona a ser comentarista d'un partit masculí de Big East, i la primera dona a ser la principal comentarista d'un bloc de conferències de bàsquet universitari masculí. Del 2009 al 2019, Burke va exercir com a reportera secundària per a les Finals de l'NBA a ABC, i va treballar com a analista en partits selectes de temporada regular i play-offs fins al 2017.
El 2010, Burke va ser presentada com la nova reportera secundària del videojoc NBA 2K11 de 2K Sports. Des de llavors ha aparegut a cada edició, inclosa l'última de la sèrie, NBA 2K23.
L'octubre de 2013, Burke va signar un contracte de pròrroga de diversos anys per treballar com a comentarista de l'NBA a ESPN. El 13 de novembre, va debutar al programa NBA Countdown d'ESPN, al costat dels analistes Jalen Rose i Avery Johnson.
El 2017, Burke es va convertir en comentarista habitual dels partits de l'NBA a ESPN, convertint-se en la primera dona comentarista en l'àmbit nacional en temporada regular. Burke va substituir Doug Collins, que va deixar ESPN per treballar amb els Chicago Bulls, però va continuar informant per a les finals de la conferència i les finals de l'NBA fins al 2019. El 2020, Burke va començar a cobrir les finals de la conferència i les finals de l'NBA a ESPN Radio, convertint-se en la primera dona que va convocar les finals de la conferència i les finals de l'NBA a la ràdio.
L'agost de 2023, ESPN/ABC va anunciar que Burke, juntament amb l'antic entrenador de l'NBA Doc Rivers, s'uniria a l'equip de comunicació de Mike Breen, en substitució de Jeff Van Gundy i Mark Jackson, que van ser acomiadats per la cadena a principis d'aquest any. Això fa que Burke sigui la primera dona a exercir com a comentarista de televisió per a un important campionat masculí als EUA i la primera dona comentarista de televisió a les Finals de la Conferència de l'NBA i les Finals de l'NBA. 

## Vida personal
Doris Burke està divorciada de Gregory Joseph Burke (entrenador de golf en cap de la Universitat de Rhode Island), amb qui té dos fills.

## Premis i honors
El 1999, Burke va ser inclosa en el Saló de la Fama del Providence College. El 2003, va rebre el premi Rudy USA Today com a Best New Face a la televisió esportiva. Durant la primavera de 2004, Burke va ser homenatjada amb la incorporació al Saló de la Fama d'Atletes Acadèmics de l'Institut per a l'Esport Internacional, i a la primavera de 2005 el Providence College li va concedir un títol de doctora honoris causa. L'octubre de 2006, Burke va ser inclosa a la New England Basketball Hall of Fame. El mateix any, es va convertir en membre del North Providence Hall of Fame.
El gener de 2012, Burke va rebre el premi Silver Anniversary en reconeixement dels seus èxits atlètics i professionals a la NCAA. El 2012, Burke va presentar el torneig Big East i va ser periodista durant el partit del campionat. Honorada pel seu treball pioner, Burke va ser seleccionada el 2018 pel Saló de la Fama del Bàsquet com a guanyadora del Curt Gowdy Media Award. Pel seu primer partit del març de l'any 2019, les dones de la selecció nacional femenina de futbol dels Estats Units van lluir cadascuna una samarreta amb el nom d'una dona a la qual estaven homenatjant a l'esquena; Tobin Heath va triar el nom de Burke.